# Hemipterologia
Hemipterologia – dziedzina entomologii zajmująca się badaniami nad pluskwiakami (Hemiptera). Osoby ją uprawiające nazywane są hemipterologami.
W jej obrębie wyróżnia się m.in.:
- heteropterologię – naukę o pluskwiakach różnoskrzydłych[5] i
- afidologię – naukę o mszycach[6]